# Meteorologiåret 1898

## Händelser

### April
- 3 april - I Whim Creek, Western Australia  faller 747 millimeter regn, vilket blir regnrekord för en dag i Western Australia [1].

### Juni
- 2 juni – Mycket regn faller över Minnesota, USA. 7 inch uppmäts vid Pine River Dam [2].

### Juli
- Juli - Uppsala, Sverige upplever sin blötaste månad någonsin med 200 millimeter nederbörd [3].

### Augusti
- 4 augusti – Stormar över Montevideo i Minnesota, USA ger 4,5 inch regn [4].

### September
- 26 september – En tornado i Merriton utanför Saint Catherines i Ontario, Kanada dödar 4 eller 5 personer, och skadar ännu fler [5].
- 27 september – En värmebölja härjar i Minnesota, USA [6].

### Oktober
- 13 oktober – En kraftig storm över östra Ontariosjön orsakar stor skada på egendom. Hem i Hamilton översvämmas, och 3 båtar sänks vid den lokala yachtklubben. Lite längre österut spolar vågorna bort 100 äppeltunnor vid hamnen i Burlington [5].

### Okänt datum
- Två kraftiga inflöden till Östersjön inträffar [7]
- I Sverige inleds temperaturmätningar i Kiruna [8].

## Födda
- 19 februari – Sverre Petterssen, norsk meteorolog.
- 31 augusti – Erik Palmén, finländsk-amerikansk meteorolog.
- 28 december – Carl-Gustaf Rossby, svensk-amerikansk meteorolog som fått rossbyvågen uppkallad efter sig.

### Fotnoter
1. ↑  ”Australian Temperature Extremes”. Bureau of Meteorology. 1 april 2009. http://www.bom.gov.au/climate/extreme/records/national.pdf. Läst 4 februari 2011.
2. ↑  ”Arkiverade kopian”. Arkiverad från originalet den 26 juli 2010. https://web.archive.org/web/20100726102347/http://www.climate.umn.edu/pdf/day_in_weather_history/june_wx_history.pdf. Läst 16 februari 2011.
3. ↑  Upsala Nya Tidning 22 februari 2008 - Varmaste vintern på tre sekler
4. ↑  ”Arkiverade kopian”. Arkiverad från originalet den 26 juli 2010. https://web.archive.org/web/20100726102403/http://www.climate.umn.edu/pdf/day_in_weather_history/august_wx_history.pdf. Läst 16 februari 2011.
5. 1 2  ”Dan, Dan the Weatherman's Canadian Weather Trivia Page”. Arkiverad från originalet den 9 september 2013. https://web.archive.org/web/20130909001246/http://www.dandantheweatherman.com/cantriv.html. Läst 8 mars 2011.
6. ↑  ”Arkiverade kopian”. Arkiverad från originalet den 26 juli 2010. https://web.archive.org/web/20100726102501/http://www.climate.umn.edu/pdf/day_in_weather_history/september_wx_history.pdf. Läst 16 februari 2011.
7. ↑  SMHI
8. ↑  SMHI